# Classe Amiral Charner
La classe Amiral Charner est une classe de quatre croiseurs cuirassés de la marine française construits à la fin du XIXe siècle.

## Unités
| Nom               | Chantier                          | Quille       | Lancement       | Service effectif | Fin de carrière                               | Photo |
| ----------------- | --------------------------------- | ------------ | --------------- | ---------------- | --------------------------------------------- | ----- |
| Amiral Charner    | Arsenal de Rochefort              | Juillet 1889 | 18 mars 1893    | 1894             | Coulé le 8 février 1916 par un U-boot.        |       |
| Latouche-Tréville | Arsenal de Brest                  | 1890         | 8 octobre 1892  | 6 mai 1895       | Désarmé en mai 1919, rayé des listes en 1920. |       |
| Chanzy            | Forges et Chantiers de la Gironde | 1890         | 24 janvier 1894 | Décembre 1894    | Échoué le 30 mai 1907.                        |       |
| Bruix             | Arsenal de Rochefort              | Octobre 1890 | 3 août 1894     | Mai 1896         | Rayé des listes le 2 juin 1920.               |       |